# Gli anni zero
Gli anni zero è l'album di debutto della cantante e attrice teatrale italiana Ottavia Fusco, pubblicato dall'etichetta discografica Libero s.r.l. nel 2008.

## Tracce
1. La Groenlandia (Nanni Balestrini)
2. Come Cleopatra (Vittorio Sgarbi)
3. Osami (Ennio Cavalli)
4. Facile facile (Umberto Eco)
5. Amore semplicissimo (Patrizia Cavalli)
6. Nu' piezzo e vita (Pasquale Squitieri)
7. L'amore è cieco (Federico Moccia)
8. Di notte (Dacia Maraini)
9. Canti di ogni giorno (Giordano Bruno Guerri e Paola Veneto)
10. Il silenzio (Romano Battaglia)
11. Cocci di bottiglia (Lina Wertmüller)
12. Se la Papessa parlasse (Alejandro Jodorowsky)
13. Gli anni zero (Aldo Nove)
14. Habanero (Edoardo Sanguineti)
15. Se io potessi (Magdi Cristiano Allam)
16. La carpa (Giorgio Albertazzi)